# Goniurosaurus luii
Goniurosaurus luii — вид геконоподібних ящірок родини еублефарових (Eublepharidae). Мешкають в Китаї і В'єтнамі.

## Поширення і екологія
Goniurosaurus luii мешкають на північному сході В'єтнаму та в провінції Гуансі на півдні КНР. Вони живуть у густо зарослих рослинністю вапнякових карстових печерах, на висоті від 100 до 700 м над рівнем моря.

## Збереження
МСОП класифікує цей вид як вразливий. Goniurosaurus luii загрожує вилов з метою продажу.